# Julie Christensen
Pour les articles homonymes, voir Christensen.
Julie Christensen, née le 21 janvier 1956 à Iowa City (Iowa) , est une chanteuse et compositrice américaine.

## Biographie
Connue pour sa polyvalence, Julie Christensen a réalisé cinq albums en tant qu'artiste solo et, en janvier 2016, a sorti The Cardinal avec son groupe, Stone Cupid.
Christensen, membre fondateur des Divine Horsemen, a fait beaucoup de tournées avec Leonard Cohen et a joué avec des artistes tels que Todd Rundgren, Iggy Pop, Public Image Limited, Van Dyke Parks, John Doe, Exene Cervenka et k.d. lang